# Thiên niên kỷ 10
Thiên niên kỷ 10 là khoảng thời gian tính từ năm 9001 đến hết năm 10000, nghĩa là bằng 1000 năm, trong lịch Gregory.